# 安邦俊
安邦俊（朝鮮語: 안방준）は、中国唐の翰林学士であり、朝鮮氏族の竹山安氏の始祖である。旧名は李枝春。
807年に中国唐から新羅に渡来した。唐は新羅の哀荘王から倭寇を処罰して欲しい旨の奏上があり、唐は安邦俊の父の李瑗を新羅に派遣、その後、安姓を下賜され、新羅に定住した。